# مركز مراقبة البعثة
|                                                                                 |  |  |
| غرف التحكم بمحطة الفضاء الدولية في كل من روسيا (يمين) والولايات المتحدة (يسار). |  |  |

مركز مراقبة البعثة (بالإنجليزية: Mission Control Center ويعرف إختصارا بـMCC)‏ هو المنشئة التي تدير الرحلات الفضائية من نقطة انطلاقها حتى هبوطها أو انتهاء المهمة. وهي جزء من القسم الأرضي في عمليات المركبة الفضائية. يقوم موظفي وحدة التحكم في الطيران وموظفي الدعم الآخرين برصد جميع جوانب البعثة باستخدام نظام القياس عن بعد ويقومون بإرسال الأوامر للمركبة باستعمال المحطات الأرضية.